# Farad
Faradul (simbol „F”) este unitatea de măsură în SI pentru capacitatea electrică. Numele provine de la fizicianul englez Michael Faraday.
1 farad este egal cu capacitatea unui condensator care, încărcat cu o sarcină de un coulomb, dă o diferență de potențial de un volt. Au loc următoarele egalități:
{\displaystyle {\mbox{F}}=\,\mathrm {\frac {A\cdot s}{V}} ={\dfrac {\mbox{J}}{{\mbox{V}}^{2}}}={\dfrac {\mbox{C}}{\mbox{V}}}={\dfrac {{\mbox{C}}^{2}}{\mbox{J}}}={\dfrac {{\mbox{C}}^{2}}{{\mbox{N}}\cdot {\mbox{m}}}}={\dfrac {{\mbox{s}}^{2}\cdot {\mbox{C}}^{2}}{{\mbox{m}}^{2}\cdot {\mbox{kg}}}}={\dfrac {{\mbox{s}}^{4}\cdot {\mbox{A}}^{2}}{{\mbox{m}}^{2}\cdot {\mbox{kg}}}}}
Cele mai utilizate subdiviziuni ale sale sunt microfaradul, nanofaradul și picofaradul.